# 渡辺修 (通産官僚)
渡辺 修（わたなべ おさむ、1940年12月6日 - ）は、日本の官僚。元通商産業事務次官。元日本貿易振興機構理事長。2024年まで石油資源開発会長（2007年6月25日付で同社副社長、2008年6月25日付で社長。同時に棚橋祐治社長が会長に）。2016年から2020年まで石油鉱業連盟会長を務めた。ニックネームはナベシュウ。

## 来歴・人物
愛媛県新居浜市出身。香川県立高松高等学校から東京大学法学部第2類（公法コース）を経て、1964年に通商産業省入省。同期には細川恒（通商産業審議官）、熊谷弘、中田哲雄、大角恒生（人事院公平局長）、横田捷宏、山口務（九州通産局長、地域振興整備公団副総裁）、高津義典（四国通産局長、香川大学工学部教授）などがいる。
1985年の通産省通商政策局米州大洋州課長時代に黒田眞通産審議官らとクレイトン・ヤイター通商代表ら米国通商代表部との「日米半導体交渉」に臨む。1987年に機械情報産業局総務課長、同年11月に竹下登内閣総理大臣秘書官となり、同期の次官候補最右翼となる。以後、大臣官房調査統計部長を経て、中小企業庁計画部長在任中には、中小企業労働力確保法起案に携わり、1989年6月 通産省大臣官房総務審議官に。1992年6月、貿易局長、1993年6月、機械情報産業局長、1996年8月、産業政策局長就任。
同期の細川恒（のち通商産業審議官）らと省内人事を巡るいわゆる通産省4人組事件の渦中にあった一人でもあった。翌1997年7月から1999年9月まで通産事務次官。第2次橋本内閣の産業政策局長、及び通産次官時代には、1995年からの米国通商代表部との「日米自動車交渉」において、当時の日本側の政府交渉関係者らがCIAから電話盗聴されていたことが各種媒体などで話題となった（UKUSA協定#歴史参照）。当時の米政府は、米通商法スーパー301条による対日制裁をちらつかせつつ日米貿易交渉に臨むスタイルを続け、現地製（米国製）部品購入に数値目標を定めるよう求めていた。また次官在任中にはアジア通貨危機にも見舞われる。退官後は独立行政法人・日本貿易振興機構（ジェトロ）理事長に就任。
2001年9月、小泉純一郎首相の私的懇談会である対外関係タスクフォースメンバーになる。

## 経歴
- 1964年:東京大学法学部卒業。同年通商産業省入省。大臣官房総務課属。
- 1966年:大臣官房会計課
- 1967年7月:公益事業局公益事業課総括係長
- 1968年6月:公益事業局ガス課総括係長
- 1970年10月:貿易振興局輸出業務課長補佐
- 1972年10月:重工業局鉄鋼業務課長補佐
- 1974年6月:国土庁地方振興局地方都市整備課長補佐
- 1976年9月:通産省大臣官房総務課長補佐（法令審査委員）
- 1978年10月:ジェトロNYジャパントレードセンター次長
- 1982年10月:機械情報産業局航空機武器課長
- 1984年10月:大臣官房参事官（国会対策担当）
- 1985年6月:通商政策局米州大洋州課長
- 1987年6月:機械情報産業局総務課長
- 1987年11月:内閣総理大臣秘書官事務取扱（竹下内閣）
- 1989年6月:大臣官房調査統計部長
- 1990年6月:中小企業庁計画部長
- 1991年6月:大臣官房総務審議官（現 総括審議官）
- 1992年6月:貿易局長
- 1993年6月:機械情報産業局長
- 1996年6月:産業政策局長
- 1997年7月:通商産業事務次官（1999年9月まで）
- 2016年5月:石油鉱業連盟会長[4]
- 2024年4月:石油資源開発会長から特別顧問に就任[5]